# 642

## Починали
- 12 октомври – Йоан IV, римски папа